# Manta Manta – Zwoter Teil
Manta Manta – Zwoter Teil ist eine deutsche Actionkomödie, die am 30. März 2023 in die Kinos gekommen ist. Der Film ist die Fortsetzung von Manta Manta aus dem Jahr 1991. Premiere war am 26. März 2023 im Cinedom in Köln.

## Handlung
Bertie und Uschi haben inzwischen zwei gemeinsame Kinder, sind aber seit längerer Zeit getrennt. Uschi ist mittlerweile Chefin eines eigenen Edelsalons und lebt mit ihrem verzogenen Sohn Daniel und neureichen Partner Gunnar in seiner Villa. Bertie dagegen hat schon vor 17 Jahren seine Rennfahrerkarriere beendet und betreibt mit drei Freunden die hochverschuldete Kfz-Werkstatt „Berties Boxenstopp“ mit angeschlossener Kartbahn, in der er offenbar auch wohnt, gemeinsam mit seiner Tochter Mücke.
Gunnar dreht Daniel den Geldhahn ab und wirft ihn aus seiner Villa hinaus, sodass er nun bei Bertie unterkommen muss. Als dieser mit der Tilgung eines Darlehens in Rückstand gerät und die Zwangsversteigerung des Grundstückes droht, will Bertie das Classics-Rennen auf dem Bilster Berg gewinnen, um die Siegerprämie von 150.000 Euro für die Tilgung des Darlehens zu verwenden. Zunächst will er mit dem Opel Calibra aus den Beständen seiner Werkstatt antreten, doch dieser wird von Daniel bei einem Feiglingsspiel zu Schrott gefahren. Damit Bertie dennoch zum Rennen antreten kann, bringt Uschi seinen längst verschrottet geglaubten alten Manta aus einer Garage hervor. Dieser wird mit einem stärkeren Motor hochgetunt und schwarz umlackiert.
Bertie gerät beim Start auf den letzten Platz, doch er holt wieder auf und gewinnt das Rennen. Sein Sohn Daniel erkennt, dass ihn seine vorherige Freundin nur ausgenutzt hat, und freundet sich nun mit einer Klassenkameradin an.

## Produktion
Im Jahr 2008 wurden erstmals Gerüchte um einen zweiten Teil mit dem Titel Manta, Manta 2 laut. 2010 wurde erstmals offiziell erwähnt, dass man daran arbeite. Als Releasedatum wurde der 11. November 2010 in diversen Kinofilmdatenbanken genannt. Mit dem Tod des Produzenten Bernd Eichinger im Januar 2011 wurde jedoch auch das Projekt Manta, Manta 2 eingefroren. Im Juli 2015 wurde spekuliert, dass zum 25. Jubiläum des ersten Teils die Fortsetzung Manta, Manta 2 in die Kinos kommen soll, was allerdings letztlich nicht der Fall war. Die damaligen Hauptdarsteller zeigten großes Interesse an einer Fortsetzung. 2018 deutete der Schauspieler Til Schweiger in einem Interview nochmals Interesse an einer Fortsetzung an, die zeigen soll, was aus den Figuren Jahrzehnte später geworden sei. Allerdings lägen die Filmrechte für eine Fortsetzung bei Constantin Film und er sei bei Warner Brothers unter Vertrag, weshalb Constantin von sich aus das Drehbuch entwickeln müsste. Sein Vorschlag, Constantin Film die Filmrechte abzukaufen, sei abgelehnt worden. 2019 teilte Constantin Film mit, man arbeite „seit geraumer Zeit an einem Konzept und Drehbuch für einen zweiten Teil“. Am 23. Mai 2022 wurde Manta, Manta 2 offiziell bestätigt und im Juni 2022 mit den Dreharbeiten begonnen. Am 9. Januar 2023 veröffentlichten Constantin Film und Til Schweiger einen Teaser zum neuen Film. Der Film kam am 30. März 2023 in die Kinos.
Nach Veröffentlichung des Films berichtete Der Spiegel über Vorwürfe gegen Schweiger, dass dieser mehrfach alkoholisiert am Set erschienen sei. In einem Fall sei es deswegen auch zu Handgreiflichkeiten gekommen. Schweiger als auch das Produktionsunternehmen Constantin Film wiesen die Vorwürfe zunächst zurück. Martin Moszkowicz, Geschäftsführer der Constantin Film, räumte kurz darauf jedoch eigene Fehler ein und bestätigte, dass man nach dem Vorfall entschieden habe, den Dreh fortzusetzen, da der finanzielle Schaden sonst zu groß für alle Beteiligten gewesen sei.

## Erfolg
Der Film erreichte mit 370.000 Besuchern am ersten Wochenende die Spitze der Kino-Charts und damit auch das bisher beste Start-Ergebnis eines deutschen Films im Jahr 2023. In seiner dritten Woche in den Kinos überschritt der Film die 1-Million-Zuschauer-Marke und wurde dadurch erfolgreicher als der Vorgänger-Film Manta Manta. Mit rund 1,25 Millionen Zuschauern bis Jahresende gelang es dem Film, sich auf Rang fünf der zuschauerstärksten deutschen Produktionen des Jahres zu platzieren.

## Kritiken
Der Film erhielt unterschiedlichste Kritiken, von sehr lobend bis sehr negativ.
Marek Bang schreibt auf Kino.de: „Wer hätte das gedacht: Manta Manta – Zwoter Teil macht einfach nur Spaß“ und sei eine „Feelgood-Komödie mit Herz“. Der Film erzähle „äußerst unterhaltsam eine zeitlose Geschichte von familiärem Zusammenhalt und echter Freundschaft“ und sei eine „knackige Actionkomödie, in der sogar der emotionale Unterbau den Motor nicht zum Stocken bringt“. Das liege am „zupackenden Spiel“ der Besetzung und an der „überraschenden Warmherzigkeit, mit der alle Charaktere gezeichnet wurden“. Auch Ralf Krämer meint im Magazin Der Freitag, der Film sei „sehenswert“, nämlich „als Zeitzeugnis, als Illustration deutscher Verhältnisse“. Hans Georg Rodek nennt ihn auf Welt.de „sensationell“, da Schweiger hier etwas schaffe, was sonst nur Tom Cruise könne. Die Journalistin Lisa Knobloch meint, dass der Film eine „kurzweilige und gelungene Mischung“ sei, „die allen Definitionen eines Unterhaltungsfilms entspricht“.
Christoph Petersen lobt bei Filmstarts.de, dass zwischen den Darstellern Til Schweiger und Tina Ruland die Chemie noch genauso gut „zünde“ wie vor mehr als drei Jahrzehnten, und auch das finale Autorennen sei „durchaus kompetent umgesetzt“. Er findet, dass der Film sich über weite Strecken eher wie Kokowääh 3 als eine Fortsetzung von Manta Manta anfühlen würde. Das sei zwar „auf kuriose Weise amüsant“, dennoch fehle es letztlich an Tempo, Witz und „vor allem einer gehörigen Portion Ruhrpott-Charme“.
Anna Wollner meint in einer Kritik auf SWR3, der Film sei „richtig grottig“ und „furchtbar gespielt“, und er wolle The Fast and the Furious sein, sei aber „maximal ein billiger Abklatsch von Alarm für Cobra 11 gepaart mit Kokowääh.“ Maria Engel findet auf cineman.ch, „der Film sei zu unentschlossen und wenig mutig, was die Richtung zwischen Hommage und Neuem angeht“ und biete „kaum Sehenswertes für die liebgewonnenen Figuren, zu wenig Autofahrten und ein leider misslungenes Drehbuch, das schlecht umgesetzt“ sei. Maci Naeem Cheema, Redakteur der PC-Welt, bezeichnete den Film als „schmerzvollen Totalausfall“ und meinte, er komme auch nach einer Woche „aus dem Kopfschütteln nicht heraus“. Das „große deutsche Legacy-Sequel schafft es, wirklich alles falsch zu machen und dabei ein Filmwerk zu präsentieren, das mehr als fragwürdig ist.“
Felix Müller meint in der Berliner Morgenpost, der Film „verzettele sich zwischen Kitsch und Slapstick“. Simone Meier kritisiert auf dem Portal Watson.de, dass der Film „ein zutiefst sentimentaler Familienfilm“ sei und die Personen immer „ihre tiefe Liebe“ erklären würden, was „wie von Einhörnern wiedergekäute Kalender-Weisheiten“ klinge. Das finale Rennen sei zwar „tatsächlich fesselnd“, aber sonst „gurke dieser sehr, sehr deutsche Film eher im Hippiebus durch die Gegend“.
Auch die Bewertungen auf Kino-Plattformen differieren, so erhielt der Film bis zum 11. April 2023 bei Kinozeit.de 3,4 von 5 möglichen Sternen, bei Cinemaxx.de 6,6 von 10 Sternen und bei IMDb 3,3 von 10 Sternen.

## Trivia
- In der 2011 ausgestrahlten 3. Episode der 5. Staffel der TV-Serie Pastewka erfindet Hauptdarsteller Bastian Pastewka Dreharbeiten zu einer angeblichen Fortsetzung von Manta Manta, um seinen Kollegen Michael Kessler auszubooten.

- Für Kritik sorgte die Gestaltung des Filmplakats, das unter anderem suggerierte, dass Der Spiegel den Film als „Der absolute Kult“ bezeichnet habe. Die Zeitschrift hatte mit diesen Worten jedoch lediglich Til Schweiger zitiert.[27]